# Contos para Advertir o Mundo
Jingshi Tongyan (chinês: 警世通言, pinyin: Jǐngshì tōng yán, lit. ‘Declaração de advertência’), em português sob os títulos de Contos para Advertir o Mundo, Palavras Abrangentes para Admoestar o Mundo ou Palavras Abrangentes para Aconselhar o Mundo.
É o segundo livro da coleção "As Três Palavras" (chinês: 三言, pinyin: sān yán), uma antologia de histórias populares e lendas antigas compilado e editado por Feng Menglong durante a Dinastia Ming. Jingshi Tongyan foi publicado em 1624.

## Histórias
| N°  | Título                                                      | Título Original  | Notas |
| --- | ----------------------------------------------------------- | ---------------- | ----- |
| 1.  | Boya despedaça o seu qin em gratidão por seu melhor amigo   | 俞伯牙摔琴謝知音 | [ 2 ] |
| 28. | A Donzela Branca Trancada pela Eternidade no Pagode Leifeng | 白娘子永鎮雷峰塔 | [ 3 ] |